# Papilio agestor
Espèce
Papilio agestor ou Mime fauve est une espèce de lépidoptères (papillons) de la famille des Papilionidae. L'espèce est présente dans l'Himalaya, du nord-est de l'Inde à la Chine et dans la péninsule indochinoise. Elle est mimétique de Parantica sita et de Parantica melaneus.

## Description

### Imago
À l'avers les ailes sont blanches. Les ailes antérieures ont une marge noire avec une série de macules blanches et une partie des veines de l'aile est colorée en noire. Les ailes postérieures ont des veines marron orangé et sont également marron orangé dans la partie marginale et submarginale. Chez la sous-espèce govindra les ailes postérieures sont en partie noire.
Le revers est similaire à l'avers, mais les motifs des ailes antérieures sont marron foncé.
Le corps est noir et couvert de macules blanches.
Il existe des variations notables entre les individus et les sous-espèces. Ainsi les populations qui vivent de la Birmanie à la Thaïlande ont généralement des marques blanches plus développées sur les ailes postérieures, alors que chez les populations du sud Yunnan, du Laos et du nord du Vietnam les marques blanches des ailes postérieures sont réduites.
L'espèce imite l'apparence de Parantica sita et de Parantica melaneus, des espèces de papillon immangeables pour leurs prédateurs (mimétisme batésien),,.

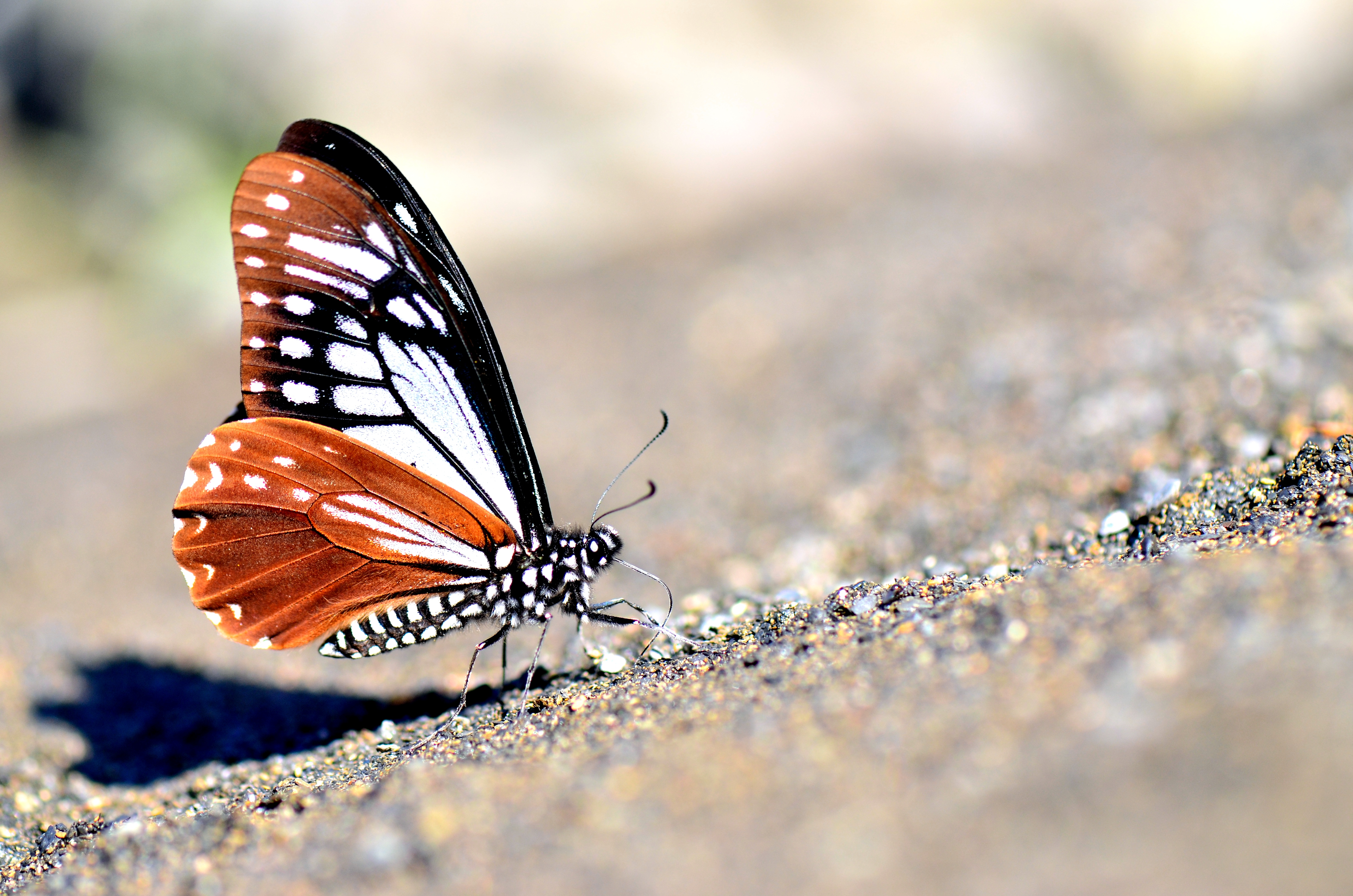
Papilio agestor, ailes repliées
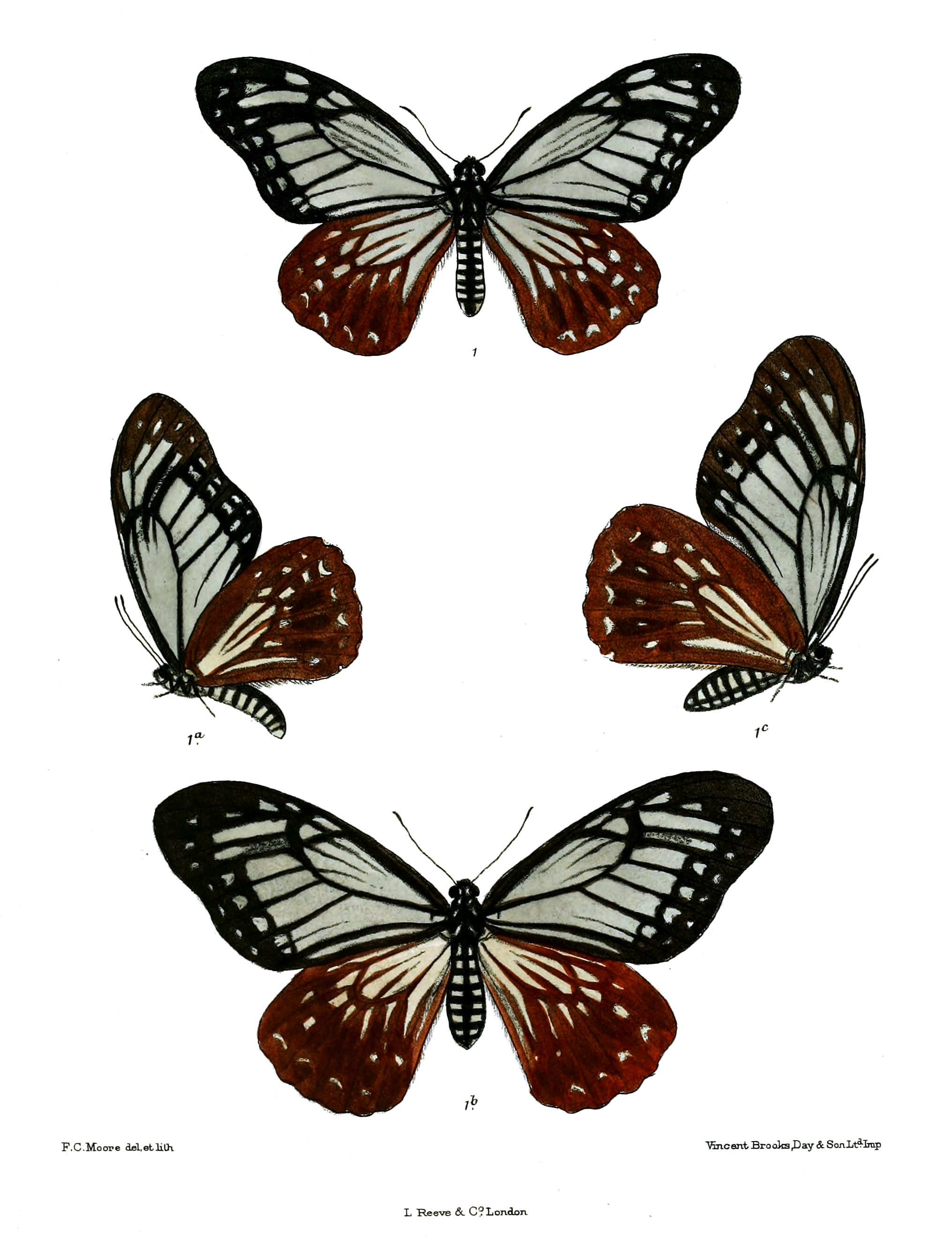
Papilio agestor, revers et avers (illustration)
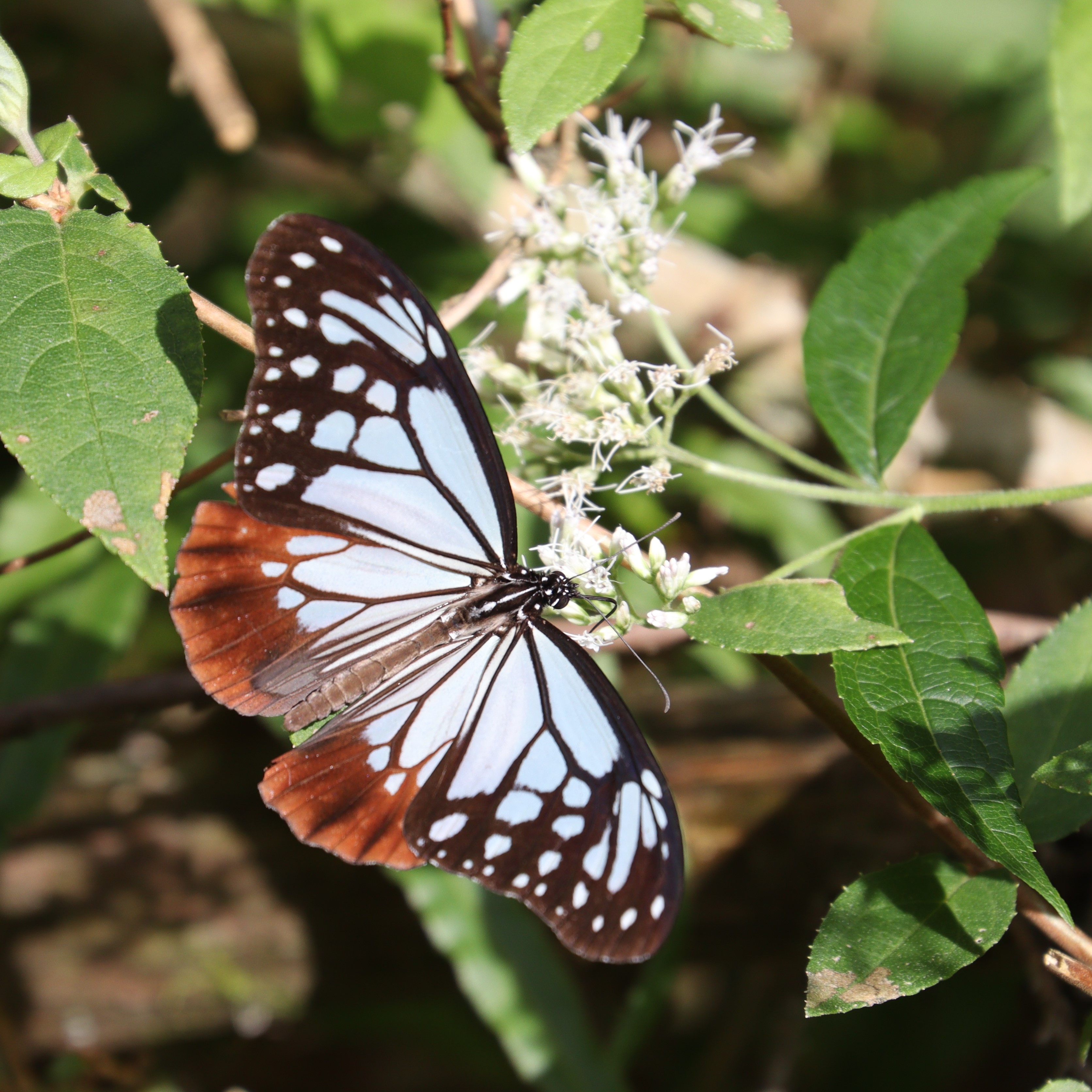
Parantica sita

## Écologie
La femelle pond ses œufs sur la plante-hôte. Cette espèce utilise comme plante-hôte des plantes de la famille des Lauracées : Cinnamomum micranthum, Cinnamomum camphora, Persea japonica, Persea odoratissima, Persea thunbergii, Persea zuihoensis et Phoebe grandis.
Les chenilles passent par cinq stades avant de se transformer en chrysalide. Elles consomment leur coquille après l'éclosion puis se nourrissent des feuilles et des pétioles de la plante-hôte.
Comme toutes les espèces de Papilionides les chenilles possèdent derrière la tête un osmeterium, organe fourchu qu'elles déploient pour faire fuir les prédateurs.
La chrysalide est maintenue tête en haut par une ceinture de soie, comme chez les espèces proches.
Les adultes sont parfois observés seuls, mais plus souvent en groupe de deux ou trois en compagnie d'autres papillons. 

Il y a une seule génération par an, entre janvier et mai. Les mâles sont territoriaux et volent en cercle pendant des heures dans les espaces ouverts tels que les bordures de forêts et les sommets de collines. Ils sont souvent observés en groupe en train de faire du mud-puddling sur des sols humides,,.

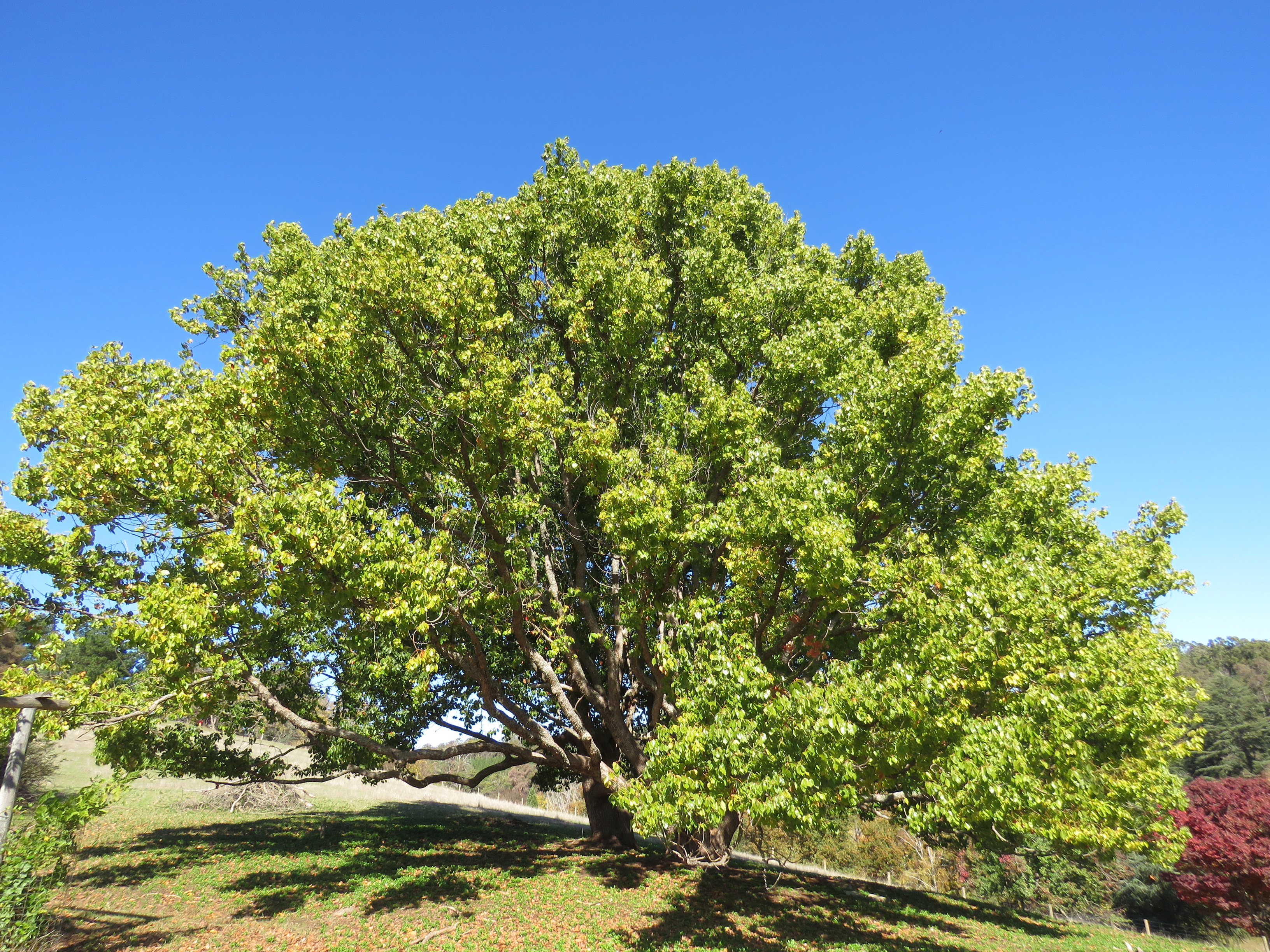
Cinnamomum camphora (plante-hôte)
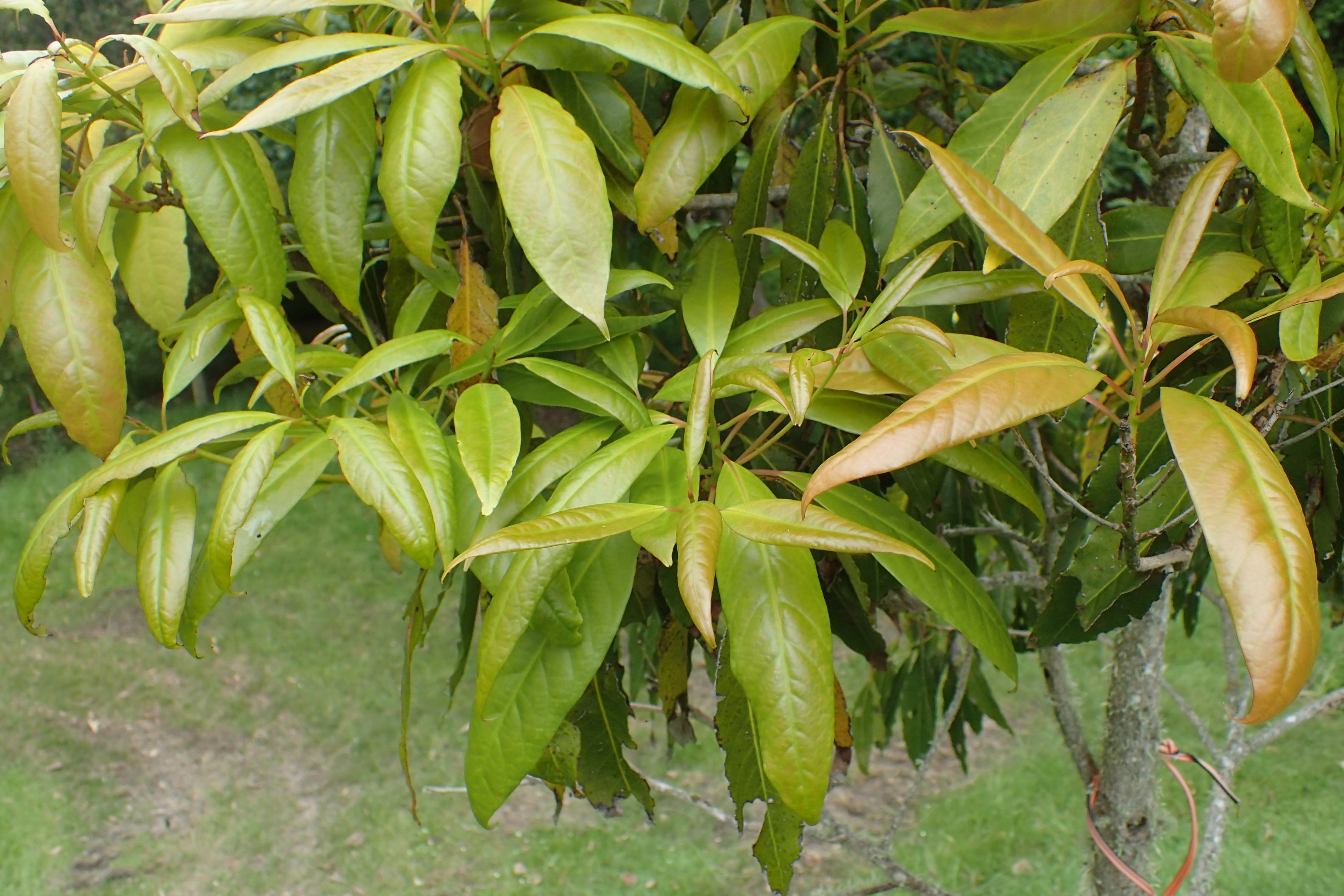
Persea japonica (autre plante-hôte)

## Habitat et répartition
Papilio agestor est présent en Asie du Sud et du Sud-Est : Inde (nord), Népal, Bhoutan (?), Bangladesh (?), Birmanie, Thaïlande, Chine (centre et sud), Taïwan, Vietnam, Laos, Cambodge (?) et péninsule Malaise. L'espèce est présente dans les forêts pluviales et décidues humides des zones montagneuses, de 350 à 2500 m d'altitude,,.

## Systématique
Papilio agestor a été décrit pour la première fois par John Edward Gray en 1831. L'espèce est parfois placée dans le genre Chilasa, sous le nom Chilasa agestor.

### Sous-espèces[2]
- Papilio agestor agestor : Népal, Indochine, Birmanie, Thaïlande, péninsule Malaise, Inde[3].
- Papilio agestor shirozui Igarashi, 1979
- Papilio agestor govindra Moore, 1864 : Inde
- Papilio agestor restricta Leech, 1893 : Chine (sud)
- Papilio agestor matsumurae Fruhstorfer, 1909 : Taïwan
- Papilio agestor kuangtungensis Mell, 1935 : Chine (Guangxi, Guandong, Fujian, Zhejiang)
- Papilio agestor teruyoae Shinkai, 1996 : Vietnam (nord)

## Papilio agestoret l'Homme

### Nom vernaculaire
Papilio agestor est appelée en anglais "Tawny Mime".

### Menaces et conservation
Cette espèce n'est pas évalué par l'UICN. En 1985 elle n'était pas considérée comme menacée dans la plus grande partie de son aire de répartition, mais elle était néanmoins considérée comme vulnérable dans la péninsule Malaise.